# Сухиновка (Курская область)
Сухиновка — село в Глушковском районе Курской области. Административный центр Сухиновского сельсовета.

## География
Село находится на реке Ведьма (левый приток Сейма), в 7 км от российско-украинской границы, в 124 км к юго-западу от Курска, в 7,5 км к юго-западу от районного центра — посёлка городского типа Глушково.
Улицы
В селе улицы: Будённого, Зелёная, Колхозная, Октябрьская, Полевая, Пролетарская, Садовая, Советская, Травянка, Ударная.
Климат
Сухиновка, как и весь район, расположена в поясе умеренно континентального климата с тёплым летом и относительно тёплой зимой (Dfb в классификации Кёппена).
| Показатель                                                                       | Янв. | Фев. | Март | Апр. | Май  | Июнь | Июль | Авг. | Сен. | Окт. | Нояб. | Дек. | Год  |
| -------------------------------------------------------------------------------- | ---- | ---- | ---- | ---- | ---- | ---- | ---- | ---- | ---- | ---- | ----- | ---- | ---- |
| Средний суточный максимум, °C                                                    | −3,3 | −2,1 | 4    | 13,7 | 19,9 | 23,1 | 25,4 | 24,9 | 18,6 | 11,1 | 4,1   | −0,5 | 11,6 |
| Средняя температура, °C                                                          | −5,4 | −4,7 | 0,2  | 8,9  | 15,2 | 18,8 | 21,1 | 20,3 | 14,4 | 7,7  | 1,9   | −2,5 | 8,0  |
| Средний суточный минимум, °C                                                     | −7,8 | −7,9 | −3,9 | 3,4  | 9,5  | 13,4 | 16,1 | 15,1 | 10,1 | 4,3  | −0,4  | −4,6 | 3,9  |
| Норма осадков, мм                                                                | 49   | 43   | 48   | 48   | 61   | 69   | 78   | 50   | 56   | 53   | 48    | 48   | 651  |
| Источник: Погода по месяцам c ru.climate-data.org(дата обращения: Сентябрь 2021) |      |      |      |      |      |      |      |      |      |      |       |      |      |

Часовой пояс
Село Сухиновка, как и вся Курская область, находится в часовой зоне МСК (московское время). Смещение применяемого времени относительно UTC составляет +3:00.

## История
В 1703 году в Сухиновке была построена Сретенская церковь.

## Население
| 2002 | 2010 |
| ---- | ---- |
| 940  | ↘714 |

## Инфраструктура
Личное подсобное хозяйство. Детский сад. Общеобразовательная школа. В селе 420 домов.

## Транспорт
Сухиновка находится в 9 км от автодороги регионального значения 38К-040 (Хомутовка — Рыльск — Глушково — Тёткино — граница с Украиной), на автодорогах межмуниципального значения 38Н-051 (Глушково — Сухиновка — Волфино) и 38Н-615 (Сухиновка — Ходяковка), в 7 км от ближайшего ж/д остановочного пункта 322 км (линия 322 км — Льгов I).
В 163 км от аэропорта имени В. Г. Шухова (недалеко от Белгорода).

## Достопримечательности
- Сретенская церковь